# Mustafa Amini
Mustafa Amini  (Sydney, 1993. április 20. –) afgán-nicaraguai származású ausztrál labdarúgó, a dán élvonalbeli AGF középpályása.